# Fenyloaceton
Fenyloaceton (BMK, z ang. benzyl methyl ketone) – organiczny związek chemiczny z grupy ketonów. Jest półproduktem w syntezie amfetaminy i metamfetaminy.

## Otrzymywanie
Fenyloaceton można otrzymać przepuszczając mieszaninę kwasów octowego i fenylooctowego przez warstwę tlenku toru(IV) w temperaturze 430–450 °C. Produktami ubocznymi jest CO
2 i H
2O. Inne metody syntezy fenyloacetonu to katalityczna redukcja fenylonitropropenu oraz alkilowanie benzenu chloroacetonem metodą Friedela-Craftsa.

Synteza fenyloacetonu metodą Friedla-Craftsa